# Heinrich von Zipplingen (Ordre Teutonique)
Pour l’article homonyme, voir [[Heinrich von Zipplingen, évêque d'Eichstätt]].

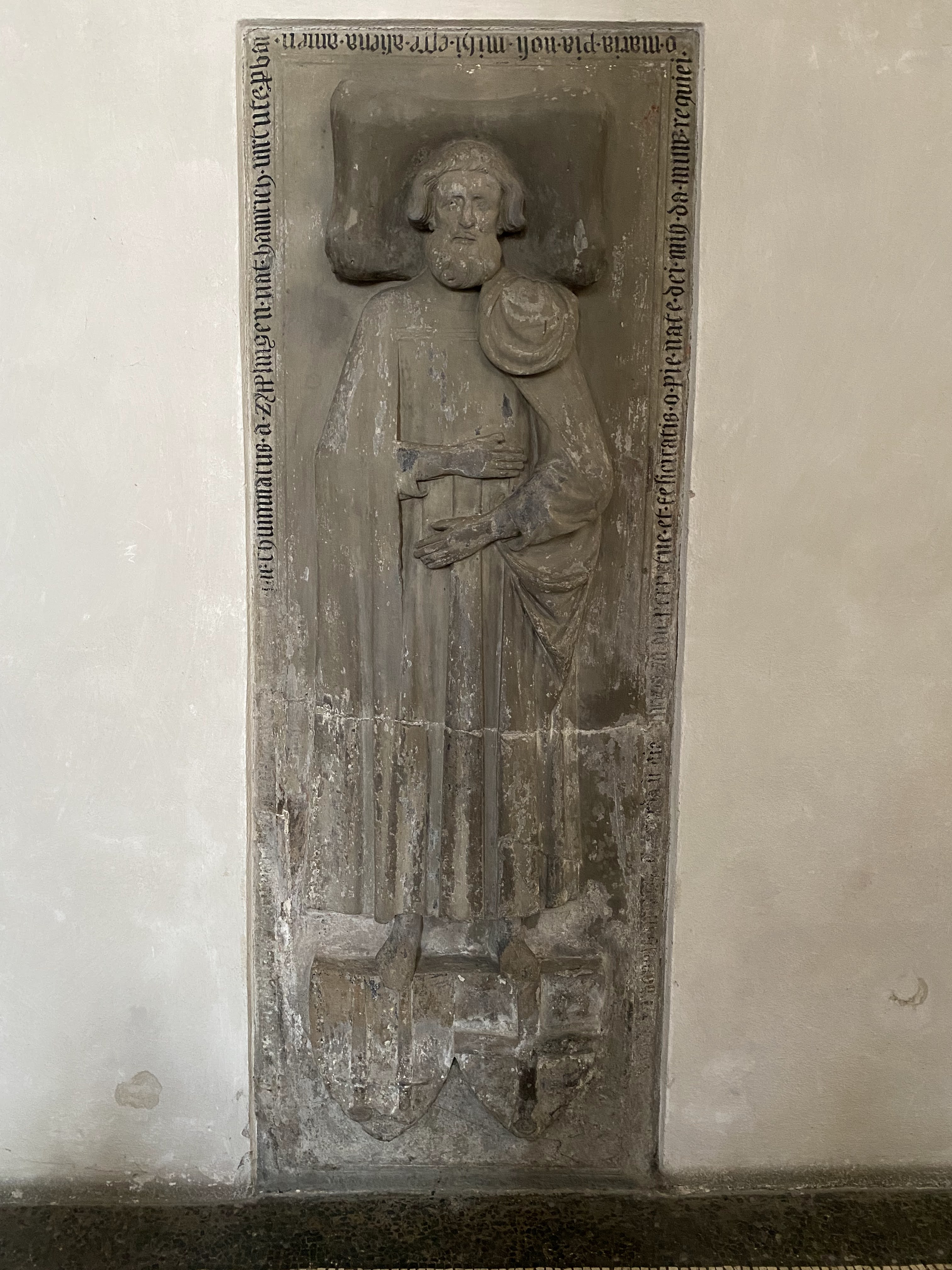
Tombe de Heinrich von Zipplingen à l'église Notre-Dame de Donauworth

Heinrich von Zipplingen (mort le 9 juin 1346) un membre important de l'Ordre Teutonique et conseiller et secrétaire de l'empereur Louis IV.

## Biographie
La famille noble souabe porte le nom de Zipplingen, un village paroissial de l'Ordre Teutonique situé au nord-ouest de Nördlingen depuis 1285. Il est en 1309 frère de l'Ordre à Wurtzbourg, puis commandeur à Oettingen de 1313 à 1326, vers 1324 à Ellingen (son successeur s'appelle Herbrand de Schmähingen), vers 1329 à Donauworth (1329-1346) et (probablement en même temps) 1334-1346 à Ulm. À Ulm, il fait reconstruire le bâtiment de la Commanderie.
À Donauwörth, Frédéric II fait construire en 1214 pour l'hôpital de l'ordre teutonique une chapelle sur la tête de pont de l'ancien pont du Danube. Lorsque Heinrich von Zipplingen vient à Donauwörth en tant que commandeur, il agrandit les locaux de l'ordre et la chapelle. Pour son arrivée à Donauwörth, il devient le plus grand bienfaiteur en tant que donateur de 15 lits à l'hôpital et donneur d'autres prestations pour les malades et les frères, si bien qu'on lui attribue la fondation de la maison et de l'hôpital.
Au plus fort de sa carrière dans l'Ordre Teutonique, il dirige de 1329 à 1334 la Commanderie d'Oettingen (son successeur était Heinrich Fuchs de Zipplingen). À ce titre, il est conseiller et secrétaire de l'empereur Louis IV, qui est très attaché à l'Ordre teutonique. Ainsi Heinrich von Zipplingen est en 1335 et 1336 l'envoyé de l'empereur auprès du pape Benoît XII à Avignon et en 1339 auprès du roi Édouard III d'Angleterre.
Heinrich lègue le bénéfice d'un bien à Mantlach que Heinrich et Gertraud Prager avaient acheté avec leur frère Eberlein, légué à l'hôpital d'Ellingen, à la mort des deux Prager. Les bienfaits habituels des personnes dont s'occupent les hospitaliers doivent être améliorés par le vin, le bon pain et le poisson.
Le 18 décembre 1332, l'empereur Louis, à la demande de Heinrich von Zipplingen, accorde à Eschenbach le statut de ville en raison de sa commanderie.
Heinrich von Zipplingen est probablement décédé à Donauwörth parce qu'il y est enterré.